# Bill Brandt
Bill Brandt (3. dubna 1904 Hamburk – 20. prosince 1983) byl britský novinářský fotograf známý pro své vysoce kontrastní fotografie britské společnosti, akty a zkreslená panoramata.

## Mládí a začátky
Narodil se v Německém Hamburku jako syn britského otce a německé matky a vyrůstal v průběhu 1. světové války. Krátce po válce byl nakažen tuberkulózou a strávil většinu svého mládí v sanatoriu ve Švýcarském Davosu. Poté odcestoval do Vídně, aby podstoupil speciální léčbu tuberkulózy. Léčba zabrala a zdraví se mu vrátilo, takže začal učení v portrétním studiu ve městě. Když Ezra Pound navštívil společného přítele Eugena Schwarzwalda, Brandt mu udělal portrét. Pound ocenil Brandtovu snahu a nabídl mu, že ho představí Manu Rayovi v jeho pařížském studiu. Tam Brandt začal vypomáhat v roce 1930.

## Británie
V roce 1933 se Brandt přestěhoval do Londýna a začal dokumentovat všechny vrstvy Britské společnosti. Takovýto druh dokumentu byl v té době zcela neznámý. Brandt vydal dvě knihy dokumentující jeho práci. První z nich nese název The English at Home a po ní následuje A Night in London. Byl pravidelným přispěvatelem do magazínů jako Liliput, Picture Post nebo Harper's Bazaar.
Během druhé světové války využíval Bill Brandt výpadky proudu - takzvané black-out k fotografování nočních fotografií ulic za měsíčního světla. Vynikal však v portrétech a krajinách, což popsal v knize Camera in London z roku 1948.
Příchod míru po válce oslavil sérií aktů. Jeho nejvýznamnější knihy z poválečného období jsou "Literary Britain" a "Perspective of Nudes", následovány kompilací toho nejlepšího z jeho práce "Shadow of Light".
Brandt se stal nejvýznamnějším britským a mezinárodně uznávaným fotografem 20. století. Mnoho z jeho děl má v sobě důležitý sociální podtext, ale také poetickou ozvěnu. Jeho krajiny a akty jsou dynamické, intenzivní, plné síly a poskytují divákovi široký úhel pohledu.
Bill Brandt je široce uznáván jako jeden z nejvýznamnějších britských fotografů 20. století. Zemřel 20. prosince 1983 ve věku 79 let.

## Zastoupení ve sbírkách
- Victoria and Albert Museum v Londýně